# Стражеско Дмитро Миколайович
Дмитро́ Микола́йович Страже́ско (* 26 вересня 1913, Київ — † 10 лютого 1978) — український біохімік, доктор хімічних наук, професор.

## Біографія
Народився 26 вересня 1913 року в Києві, син Миколи Стражеска. Закінчивши 1934 року Київський університет, працював там же, з 1953 року професор і завідувач кафедри біохімії.
У 1943 року був старшим науковим співробітником Інституту клінічної фізіології АН УРСР.
Понад 80 друкованих праць, головно з ділянки дослідження фізико-хімічних адсорбційних та йонно-обмінних процесів.

Могила Дмитра Стражеска

Помер 10 лютого 1978 року. Похований в Києві на Байковому кладовищі.